# Oki (raper)
Oki, właśc. Oskar Kamiński (ur. 10 sierpnia 1998 w Lubinie) – polski raper, piosenkarz oraz autor tekstów.
Najbardziej znane utwory rapera to: „Jeżyk!”, „Jakie to uczucie?”, „Whoop”, „Siri”, „Sprzedałem się” i „Jeremy Sochan” oraz w ramach supergrupy OIO: „Amerykańskie teledyski”, „Worki w tłum” i „Przypadkiem”.

## Życiorys
Urodzony w 1998 w Lubinie. Jest absolwentem Gimnazjum nr 3 w Lubinie. Pierwsze utwory zaczął publikować w 2013 na swoim kanale w serwisie YouTube. Pierwszy jego album Szanuj EP we współpracy z Mongołem został wydany w maju 2014. W tym czasie nagrał m.in. Microphone Killah Mixtape i C.R.E.A.M Mixtape. Był wsparciem podczas koncertów grupy PRO8L3M i Wojtka „Sokoła” Sosnowskiego. Współpracował z Pezetem.
Popularność zdobył w marcu 2018 za sprawą wydania płyty Oki & Nearr opierającej się na produkcjach polskiego producenta Nearra. Na album w tym samym roku wydał single „Ślad”, „TJT” które zostały wydane kolejno na kanałach SBM Label i Step records. Wydał również utwory „Żółty humor” i „Żółty Vestax”, które miały być częścią Yellowmind EP. W grudniu upublicznił numer „Whoop”, którym zapowiadał album pt. 47universe z 2019. We wrześniu 2019 wraz z Otsochodzi, Janem-Rapowanie i Zdechłym Osą trafił na jeden z remixów utworu „Gorzka Woda” Pezeta. W październiku został wybrany do grona Młodych Wilków 7, akcji serwisu internetowego popkiller.pl. W 2020 wydał debiutancki album studyjny pt. 47playground, który ukazał się pod szyldem wytwórni 2020. Na płycie gościnnie pojawili się Paluch, Szpaku, Gedz i ZetHa. Projekt ten zapowiadany był przez cztery single: „Kochać bloki” (z udziałem Szpaka), „Ktoś czeka”, „Justin Bieber” i „Na kodach” (z Gedzem). W tym samym roku wydał także mixtape pt. 77747mixtape, który był dostępny tylko w przedsprzedaży. Mixtape zapowiadany był przez utwory: „Siri” (z Gedzem), „Dla ziomali” (z udziałem Żabsona), „Nie martw się mamo”, „Tak bardzo” (we współpracy z Red Bull Mobile) i „77747”.
Pod koniec 2020 wydał Remix Pack, na którym umieścił single: „Siri”, „Dla ziomali” oraz „Koła”. W 2021 wraz z Young Igim i Otsochodzi stworzył kolektyw muzyczny OIO (OKI-Igi-Otsochodzi), z którym nagrał album pt. OIO. Płyta została nominowana do Fryderyka 2022 w kategorii „Zespół / projekt artystyczny roku”. Oki zwyciężył w kategorii „Progres roku” podczas gali Popkillery 2021.
W kwietniu 2022 opublikował utwór „Jeżyk”, pierwszy singel do albumu pt. Produkt47. Po trzech miesiącach utwór odtworzono w serwisie YouTube ponad 18 mln razy. Za sprzedaż albumu pt. Produkt47 uzyskał status diamentowej płyty. Wszedł w skład supergrupy club2020, z którą w marcu 2023 wydał album club2020.
11 kwietnia 2024 opublikował utwór „Woda sodowa”, pierwszy singel promujący jego nadchodzący album pt. Era47.

## Życie prywatne
Od 2019 do 2024 roku był związany z Sarą Woś, znana również w sieci jako Choigorue. W tym samym roku związał się z raperką Bambi.

## Dyskografia

### Albumy studyjne
| Rok  | Album                                                                                         | Pozycja na liście | Certyfikat                 | Sprzedaż        |
| Rok  | Album                                                                                         | OLiS              | Certyfikat                 | Sprzedaż        |
| ---- | --------------------------------------------------------------------------------------------- | ----------------- | -------------------------- | --------------- |
| 2018 | Oki & Nearr - Data: 30 marca 2018 - Wydawca: 814555 Records DK - Format: CD, digital download | _                 |                            |                 |
| 2019 | 47universe - Data: 25 marca 2019 - Wydawca: 47 MOVES - Format: CD, digital download           | _                 |                            |                 |
| 2020 | 47playground - Data: 10 stycznia 2020 - Wydawca: 2020 - Format: CD, digital download          | 2                 |                            |                 |
| 2022 | Produkt47 - Data: 10 czerwca 2022 - Wydawca: 2020 - Format: CD, digital download              | 2                 | - ZPAV: diamentowa płyta   | - POL: 150 000+ |
| 2024 | Era47 - Data: 7 czerwca 2024 - Wydawca: 2020 - Format: CD, digital download                   | 1                 | - ZPAV: 3× platynowa płyta | - POL: 90 000+  |

### Albumy we współpracy
| Rok  | Album                                                                                         | Pozycja na liście | Certyfikat                 | Sprzedaż        |
| Rok  | Album                                                                                         | OLiS              | Certyfikat                 | Sprzedaż        |
| ---- | --------------------------------------------------------------------------------------------- | ----------------- | -------------------------- | --------------- |
| 2021 | OIO (jako OIO) - Data: 7 maja 2021 - Wydawca: 2020 - Format: CD, digital download             | 3                 | - ZPAV: 4× platynowa płyta | - POL: 120 000+ |
| 2023 | club2020 (jako club2020) - Data: 10 marca 2023 - Wydawca: 2020 - Format: CD, digital download | 1                 | - ZPAV: platynowa płyta    | - POL: 15 000+  |

### Mixtape’y
| Rok  | Album | Certyfikat          |
| ---- | --- | ------------------- |
| 2015 | Microphone Killah Mixtape (oraz Girson) - Data: 19 kwietnia 2015 - Wydawca: nielegal - Format: CD, digital download |                     |
| 2015 | C.R.E.A.M Mixtape - Data: 28 grudnia 2015 - Wydawca: nielegal - Format: digital download                            |                     |
| 2020 | 77747mixtape - Data: 25 września 2020 - Wydawca: 2020 - Format: CD, digital download                                | - ZPAV: złota płyta |
| 2020 | 47REMIX PACK - Data: 31 grudnia 2020 - Wydawca: 2020 - Format: CD, digital download                                 |                     |
| 2023 | club2020 Mixtape (jako club2020) - Data: 10 marca 2023 - Wydawca: 2020 - Format: CD, digital download               |                     |

### Minialbumy
| Rok  | Tytuł                                                                                   |
| ---- | --------------------------------------------------------------------------------------- |
| 2014 | Szanuj EP (oraz Mongoł) - Data: 2014 - Wydawca: nielegal - Formar: CD, digital download |

### Single
Jako główny artysta
| Rok  | Tytuł                                            | Certyfikat                 | Album                     |
| ---- | ------------------------------------------------ | -------------------------- | ------------------------- |
| 2014 | „Microphone Killah”                              |                            | Microphone Killah Mixtape |
| 2016 | „Jeszcze raz”                                    |                            | singel niealbumowy        |
| 2017 | „Mam w nich”                                     |                            | Oki & Nearr               |
| 2017 | „Za wszystko”                                    |                            | Oki & Nearr               |
| 2018 | „Ślad”                                           |                            | Oki & Nearr               |
| 2018 | „TJT”                                            |                            | Oki & Nearr               |
| 2018 | „Cześć? Oki”                                     |                            | Oki & Nearr               |
| 2018 | „Whoop?”                                         | - ZPAV: złota płyta        | 47universe                |
| 2019 | „Fre4sty7e”                                      |                            | 47universe                |
| 2019 | „Zimna wódka”                                    |                            | 47universe                |
| 2019 | „Muszę żyć” (gościnnie: Girson)                  |                            | 47universe                |
| 2019 | „Bije w serce”                                   |                            | 47universe                |
| 2019 | „Zapamiętam”                                     |                            | 47universe                |
| 2019 | „Koła”                                           | - ZPAV: złota płyta        | Młode wilki 7             |
| 2019 | „Kochać bloki” (gościnnie: Szpaku)               |                            | 47playground              |
| 2019 | „Ktoś czeka”                                     |                            | 47playground              |
| 2019 | „Justin Bieber”                                  | - ZPAV: złota płyta        | 47playground              |
| 2020 | „Siri” (gościnnie: Gedz)                         | - ZPAV: platynowa płyta    | 77747mixtape              |
| 2020 | „Nie martw się mamo”                             |                            | 77747mixtape              |
| 2020 | „Dla ziomali” (gościnnie: Żabson)                |                            | 77747mixtape              |
| 2020 | „Tak bardzo” (gościnnie: Dziarma i Gverilla)     |                            | 77747mixtape              |
| 2020 | „77747”                                          |                            | 77747mixtape              |
| 2020 | „Za każdą z moich próśb”                         |                            | 77747mixtape              |
| 2022 | „Jeżyk!”                                         | - ZPAV: diamentowa płyta   | Produkt47                 |
| 2022 | „Jakie to uczucie?”                              | - ZPAV: diamentowa płyta   | Produkt47                 |
| 2022 | „Pieniądze, dziewczyny, zwrotki”                 | - ZPAV: 2× platynowa płyta | Produkt47                 |
| 2022 | „Dzielny pacjent” (gościnnie: Sobel i Young Igi) | - ZPAV: platynowa płyta    | Produkt47                 |
| 2023 | „Sprzedałem się”                                 | - ZPAV: 2× platynowa płyta | Era47                     |
| 2023 | „Jeremy Sochan”                                  | - ZPAV: 4× platynowa płyta | Era47                     |
| 2024 | „Woda sodowa”                                    | - ZPAV: złota płyta        | Era47                     |
| 2024 | „Wrak”                                           | - ZPAV: złota płyta        | Era47                     |
| 2024 | „Kaucja”                                         | - ZPAV: platynowa płyta    | Era47                     |
| 2024 | „Ile lat?” (gościnnie: Sobel)                    | - ZPAV: 2× platynowa płyta | Era47                     |
| 2024 | „Na zawsze małolat”                              | - ZPAV: złota płyta        | Era47                     |
| 2024 | „Agent47”                                        | - ZPAV: platynowa płyta    | Era47                     |

Jako członek supergrup
| Rok  | Tytuł                               | Najwyższa pozycja na liście | Certyfikat                 | Album    |
| Rok  | Tytuł                               | OLiS str.                   | Certyfikat                 | Album    |
| ---- | ----------------------------------- | --------------------------- | -------------------------- | -------- |
| 2021 | „Moonwalk” (jako OIO)               | –                           | - ZPAV: platynowa płyta    | OIO      |
| 2021 | „WMTB” (jako OIO)                   | –                           | - ZPAV: złota płyta        | OIO      |
| 2021 | „Przypadkiem” (jako OIO)            | –                           | - ZPAV: 4× platynowa płyta | OIO      |
| 2021 | „Worki w tłum” (jako OIO)           | –                           | - ZPAV: 3× platynowa płyta | OIO      |
| 2021 | „Amerykańskie teledyski” (jako OIO) | –                           | - ZPAV: 4× platynowa płyta | OIO      |
| 2021 | „MVP” (jako OIO)                    | –                           | - ZPAV: 2× platynowa płyta | OIO      |
| 2021 | „Biggie” (jako OIO)                 | –                           | - ZPAV: złota płyta        | OIO      |
| 2021 | „Oni nie zamkną mnie” (jako OIO)    | –                           | - ZPAV: złota płyta        | OIO      |
| 2023 | „club2020” (jako club2020)          | 17                          | - ZPAV: złota płyta        | club2020 |
| 2023 | „Malibu Barbie” (jako club2020)     | 2                           | - ZPAV: 4× platynowa płyta | club2020 |
| 2023 | „No weź” (jako club2020)            | 2                           | - ZPAV: złota płyta        | club2020 |
| 2023 | „Landlord” (jako club2020)          | 4                           |                            | club2020 |
| 2023 | „Wszystko gra” (jako club2020)      | 29                          |                            | club2020 |
| 2023 | „Late Night Show” (jako club2020)   | 37                          |                            | club2020 |
| 2023 | „Ej, mała!” (jako club2020)         | 11                          | - ZPAV: platynowa płyta    | club2020 |
| 2023 | „Zadzwonię później” (jako club2020) | 71                          |                            | club2020 |
| 2023 | „Cypher2022” (jako club2020)        | 12                          | - ZPAV: złota płyta        | club2020 |

Jako artysta gościnny
| Rok  | Tytuł                                    | Certyfikat                 | Album               |
| ---- | ---------------------------------------- | -------------------------- | ------------------- |
| 2019 | „Nie mów” (Siles; gośc. Paluch, Oki)     | - ZPAV: złota płyta        | Głębia              |
| 2019 | „Cirque du soleil” (schafter; gośc. Oki) | - ZPAV: złota płyta        | audiotele           |
| 2020 | „Milion” (Tymek; gośc. PlanBe, Oki)      | - ZPAV: 2× platynowa płyta | FIT                 |
| 2021 | „Pogo” (Kizo; gośc. Oki)                 | - ZPAV: 2× platynowa płyta | Jeszcze pięć minut  |
| 2021 | „Rutyna” (Deemz; gośc. Oki, Sobel)       | - ZPAV: platynowa płyta    | Sauce               |
| 2022 | „Pleasure” (Young Igi; gośc. Oki)        | - ZPAV: złota płyta        | Notatki z marginesu |
| 2023 | „Muszę to wykrzyczeć” (Sobel; gośc. Oki) | - ZPAV: złota płyta        | W związku z muzyką  |
| 2023 | „Sextape” (Sobel; gośc. Oki)             | - ZPAV: platynowa płyta    | W związku z muzyką  |
| 2025 | „To nie ma znaczenia” (Bambi; gośc. Oki) |                            |                     |

### Inne certyfikowane utwory
| Rok  | Tytuł                                                      | Certyfikat                 | Album             |
| ---- | ---------------------------------------------------------- | -------------------------- | ----------------- |
| 2021 | „Pobudka” (Sobel; gośc. Oki)                               | - ZPAV: złota płyta        | Pułapka na motyle |
| 2021 | „Jak to ma być” (jako OIO)                                 | - ZPAV: złota płyta        | OIO               |
| 2021 | „Transparentny” (jako OIO)                                 | - ZPAV: złota płyta        | OIO               |
| 2022 | „I to jest fakt”                                           | - ZPAV: platynowa płyta    | Produkt47         |
| 2022 | „Sonic (skit)”                                             | - ZPAV: 2× platynowa płyta | Produkt47         |
| 2022 | „ADHD” (gośc. Taco Hemingway)                              | - ZPAV: platynowa płyta    | Produkt47         |
| 2022 | „Doja Cat”                                                 | - ZPAV: 2× platynowa płyta | Produkt47         |
| 2022 | „Fresh Water Soda” (gośc. Oscar)                           | - ZPAV: złota płyta        | Produkt47         |
| 2022 | „Perły”                                                    | - ZPAV: złota płyta        | Produkt47         |
| 2022 | „Albo jest zajebiście, albo jest smutno” (gośc. Young Igi) | - ZPAV: złota płyta        | Produkt47         |
| 2023 | „Nametag” (Taco Hemingway; gośc. schafter, Oki)            | - ZPAV: platynowa płyta    | 1-800-Oświecenie  |
| 2024 | „@champagnepapi” (oraz Otsochodzi)                         | - ZPAV: złota płyta        | Tthe Grind        |
| 2024 | „Certified Lover” (gośc. Bedoes)                           | - ZPAV: złota płyta        | Era47             |
| 2024 | „Nemo” (Szpaku, Deemz; gośc. Oki)                          | - ZPAV: złota płyta        | Mati EP           |

## Filmografia

### Polski dubbing
- 2025 - 7 misiów - Straw Pig (odc. 6)[65]

## Nagrody i wyróżnienia
| Rok  | Kategoria                | Tytułem | Nagroda   | Uwagi   | Źródło |
| ---- | ------------------------ | ------- | --------- | ------- | ------ |
| 2025 | Trendsetter Roku 2025    | Oki     | Popkiller | Laureat | [ 66 ] |
| 2025 | Raper Roku (publiczność) | Oki     | Popkiller | Laureat | [ 66 ] |